# Otto Pfleiderer
Otto Pfleiderer (Stetten im Remstal, 1º settembre 1839 – Gross-Lichterfelde, 18 luglio 1908) è stato un teologo tedesco.

## Biografia
Nipote del parroco di Dürrenzimmern Johann Ludwig Immanuel Pfleiderer (1779–1825) e di Juliane Eberhardine Zeller (1785-1871) di parte paterna e del predicatore di Oberstenfeld Immanuel Christian Heinrich Sigel (1784–1838) e di Friederike Auguste Bockshammer (1792–1843) di parte materna, fu figlio primogenito del professore di matematica Eduard Karl Pfleiderer (1810-1861) e di Johanne Auguste Sigel (1815-1883), fratello maggiore di Thekla (1841-1842), Edmund (1842-1902), Gustav Adolf (1845-1896), Bertha (1847-1929), Ernst (1848-1927), Emma (n. 1851) e Julie (1852-1923).
Trascorsa l'infanzia a Heilbronn, frequentò la scuola del monastero di Maulbronn, dove insegnava il padre, e successivamente entrò nel seminario di Blaubeuren, dove conobbe Julius Weizsäcker. Dal 1857 al 1861 studiò filosofia e teologia all'Università di Tubinga, dove ebbe per professori Ferdinand Christian Baur e Johann Tobias Beck. Divenne poi vicario a Eningen unter Achalm e compì dei viaggi nella Germania settentrionale, in Inghilterra e in Scozia.
Nel 1864 frequentò la Tübinger Stift e nel 1865 ottenne la libera docenza. Nominato per il 1868 parroco di Heilbronn, il quindici dicembre di quell'anno sposò Marie Kornbeck (1845-1921).
Nel 1870 divenne pastore a Jena e nel semestre invernale dell'anno accademico 1870-1871 fu nominato professore ordinario di teologia pratica all'Università di Jena. Direttore del seminario di omiletica e di catechismo, nel semestre invernale del 1874 fu nominato rettore dell'Università di Jena; nello stesso anno, contro la volontà della Facoltà di teologia, fu nominato professore di esegesi e di teologia pratica all'Università di Berlino dal ministro Adalbert Falk. Nel semestre invernale dell'anno accademico 1875-1876 gli fu affidata la cattedra di teologia sistematica.
Fu padre di otto figli: Anna (n. 1871), Klara (1873-1927), Max (1875-1920), Else (1877-1937), Gertrud ed Hedwig (n. 1880), Edmund (n. 1883) e Georg (n. 1886).

## Pensiero
Il suo campo di studi fu la filosofia della religione e la storia dell'età apostolica. Nella Religionsphilosophie aus geschichtlicher Grundlage Pfleiderer cercò di unire l'idealismo tedesco con gli studi religiosi comparati della sua epoca.
Come il proprio maestro Baur, Pfleiderer fu tra i sostenitori della tesi che vede in Paolo di Tarso il fondatore del cristianesimo, grazie al pensiero paolino; il cristianesimo, secondo Pfleiderer, è il culmine dell'ellenismo. Appartenente alla scuola di Tubinga, si oppose alle idee di Albrecht Ritschl e del suo allievo Adolf von Harnack.

## Opere
- Otto Pfleiderer, Die Religion, ihr Wesen, ihre Geschichte, Lipsia, 1869.
- Otto Pfleiderer, Moral u. Religion, Lipsia, 1872.
- Otto Pfleiderer, Der Paulinismus, Lipsia, 1873.
- Otto Pfleiderer, Religionsphilosophie aus geschichtlicher Grundlage, Berlino, 1878.
- Otto Pfleiderer, Grundriss der christlichen Glaubens- und Sittenlehre, Berlino, 1880.
- Otto Pfleiderer, Das Urchristentum, Berlino, 1887.
- Otto Pfleiderer, Development of Theology, traduzione di John Frederick Smith, Londra, Swan Sonnenschein & Co., 1890.
- Otto Pfleiderer, Die Ritschl'sche Theologie, Brunswick, 1891.
- Otto Pfleiderer, Entwicklung der protestantischen Theologie in Deutschland und Grossbritannien, Friburgo, 1891.
- Otto Pfleiderer, Geschichte der Religionsphilos. von Spinoza bis auf der Gegenwart, Berlino, 1893.
- Otto Pfleiderer, Das Christusbild des urchristlichen Glaubens in religionsgeschichtlicher Beleuchtung, Berlino, 1903.
- Otto Pfleiderer, Religion und Religionen, Monaco di Baviera, 1906.
  -  Religione e religioni, traduzione di Balbino Giuliano, Torino, Fratelli Bocca, 1910.
- Otto Pfleiderer, Revolution und Reformation, Monaco di Baviera, 1907.